# Léandre Létoquart
Pour son fils, voir Léandre Létoquart (fils).
Léandre Létoquart, né le 4 juin 1919 à Mont-Saint-Éloi et mort le 20 mars 2004 à Avion, est un homme politique français. Membre du Parti communiste français, il a été maire d'Avion,  conseiller général du canton de Vimy et du canton d'Avion, député et sénateur du Pas-de-Calais.

## Biographie
Mineur de fond dès l'âge de treize ans, il adhère à la CGT en 1936, après la réunification syndicale. Membre des jeunesses socialistes, il quitte cette organisation après les accords de Munich.
Mobilisé en 1939, il redevient mineur après son retour à la vie civile. Son militantisme syndical lui vaut d'être arrêté et interné.
Il adhère au Parti communiste en 1944. Il entre au comité central du parti en 1956, après avoir été élu député du Pas-de-Calais. À la Chambre des députés, il est nommé membre de la commission de la production industrielle et de l'énergie. Il intervient pour l'amélioration des conditions de vie des mineurs et pour la prévention des accidents miniers. 
L'année suivante, il devient maire d'Avion, dont il est conseiller municipal depuis 1953.
Battu en 1958, il entre cependant au conseil général en 1959, et en est élu vice-président. Il représente le canton de Vimy jusqu'en 1973, année où il se présente, et est élu, dans celui d'Avion.
Par la suite, il tente de retrouver son mandat de député à toutes les élections jusqu'en 1973. Cette année-là, il entre au Sénat en remplacement de Jean Bardol, qui vient d'être élu député. Il fait partie de la commission des affaires économiques et du plan. 
Réélu en septembre, il démissionne cependant en octobre 1978. Il se consacre alors entièrement à ses mandats locaux. Il conserve la fonction de maire d'Avion jusqu'en 1985, et ne quitte le conseil général qu'en 1998.
L'un de ses fils prénommé Léandre comme lui (1937-2017) est un des soldats du refus emprisonnés pour avoir refusé de combattre pendant la guerre d'Algérie. Il sera maire de Méricourt de 1970 à 2002 et conseiller régional. Son petit-fils Jean est élu maire PCF d'Avion en 2023.

## Détail des fonctions et des mandats
Mandats parlementaires
- 2 janvier 1956 - 8 décembre 1958 : Député du Pas-de-Calais
- 2 avril 1973 - 22 septembre 1974 : Sénateur du Pas-de-Calais
- 22 septembre 1974 - 1er octobre 1978 : Sénateur du Pas-de-Calais

Mandats locaux
- 1956 - 1985 : Maire d'Avion
- 1959 - 1998 : Conseiller général du canton d'Avion